# النجاة (مسرحية)
النجاة هي مسرحية كوميدية مصرية للمؤلف نجيب محفوظ عرضت أول مرة سنة 2010 وهي من بطولة ياسر جلال ومحمد عمر ومجدى فكرى ورباب طارق.